# Musée d'Art moderne de Rio de Janeiro
Le musée d'art moderne de Rio de Janeiro (en portugais : museu de arte moderna do Rio de Janeiro) est le musée consacré à l'art moderne de la ville de Rio de Janeiro, au Brésil. Il se trouve dans le quartier Centro, à l’ouest de l’aéroport Santos Dumont, sur la baie de Guanabara, à l'intérieur du parc de Flamengo.

## Bâtiment
Le bâtiment moderniste du musée, construit en béton, conçu par Affonso Eduardo Reidy (1909-1964), a été achevé en 1955. Les jardins modernistes emblématiques du musée ont été conçus par Roberto Burle Marx.

## Artistes dans les collections
- Tarsila do Amaral, peintre : Vendedor de frutas (1925), Urutu (1928) ;
- Victor Brecheret, sculpteur ;
- Bernard Dreyfus, peintre ;
- Jeannie Dumesnil, peintre ;
- Michel Four, peintre, lithographe et sculpteur ;
- Michel Patrix, peintre et graveur ;
- Pierre Soulages, peintre ;
- Jacques Vimard, peintre.

## Tournage
Certaines séquences du film d'aventure L'Homme de Rio, réalisé par le cinéaste français Philippe de Broca et sorti en 1964, ont été tournées au musée d'art moderne de Rio de Janeiro. Leurs actions sont cependant censées, dans l’histoire, se dérouler à Brasilia.